# جایزه بین‌المللی ملک فیصل
جایزه بین‌المللی ملک فیصل (به عربی: جائزة الملك فيصل العالمية؛ انگلیسی: King Faisal International Prize) جایزه‌ای است که همه‌ساله توسط «بنیاد ملک فیصل» به «مردان و زنان متعهد و از خودگذشته‌ای که مشارکت‌هایشان، تغییر معنادار و مثبتی ایجاد کرده باشد»، اهدا می‌شود. جوایز در پنج رده اعطا می‌گردد: (۱)خدمت به اسلام (۲) اسلام‌شناسی (۳) زبان و ادبیات عربی (۴) علم (۵) پزشکی.
نخستین جایزه بین‌المللی ملک فیصل در سال ۱۹۷۹ میلادی به سیدابوالاعلی مودودی بابت خدماتش به اسلام اهدا شد. در سال ۱۹۸۱ میلادی، خالد بن عبدالعزیز نیز جایزهٔ مشابهی دریافت کرد. در سال ۱۹۸۴ هم، فهد بن عبدالعزیز دریافت‌کنندهٔ آن بود. در سال ۱۹۸۶، احمد دیدات و روژه گارودی به‌طور مشترک برندهٔ این جایزه شدند.
سیدنی برنر نخستین دانشمند یهودی بود که در سال ۱۹۹۲ این جایزهٔ را دریافت داشت. رونالد لوی نیز دیگر پژوهشگر یهودی است که در سال ۲۰۰۹ موفق به دریافت آن شد.

## جایزه
در هر پنج حوزه، جایزه‌ای که اهدا می‌شود شامل موارد زیر است:
1. یک گواهی‌نامه خوش‌نویسی شده با خط دیوانی که خلاصه‌ای از کارها و موفقیت‌های فرد دریافت‌کننده در آن نوشته شده‌است.
2. یک مدال طلای ۲۰۰ گرمی ۲۴ عیار، که اختصاصاً برای همان دریافت‌کننده ساخته می‌شود.
3. یک جایزهٔ نقدی به ارزش ۷۵۰٬۰۰۰ ریال سعودی (۲۰۰٬۰۰۰ دلار آمریکا)

## رده‌بندی کشورها
رده‌بندی کشورها از لحاظ بیشترین میزان دریافت جایزه تا سال ۲۰۱۲ چنین بوده‌است:
| جایگاه              | خدمت به اسلام | مطالعات اسلامی | زبان عربی و ادبیات عربی | پزشکی | علم | جمعِ کل |
| ------------------- | ------------- | -------------- | ----------------------- | ----- | --- | ------ |
| ایالات متحده آمریکا | ۰             | ۰              | ۱                       | ۲۴    | ۲۱  | ۴۶     |
| مصر                 | ۵             | ۷              | ۲۲                      | ۰     | ۲   | ۳۶     |
| بریتانیا            | ۰             | ۱              | ۰                       | ۱۲    | ۱۰  | ۲۳     |
| عربستان سعودی       | ۱۲            | ۶              | ۳                       | ۰     | ۰   | ۲۱     |
| آلمان               | ۰             | ۱              | ۰                       | ۳     | ۶   | ۱۰     |